# Luise Morgenstern

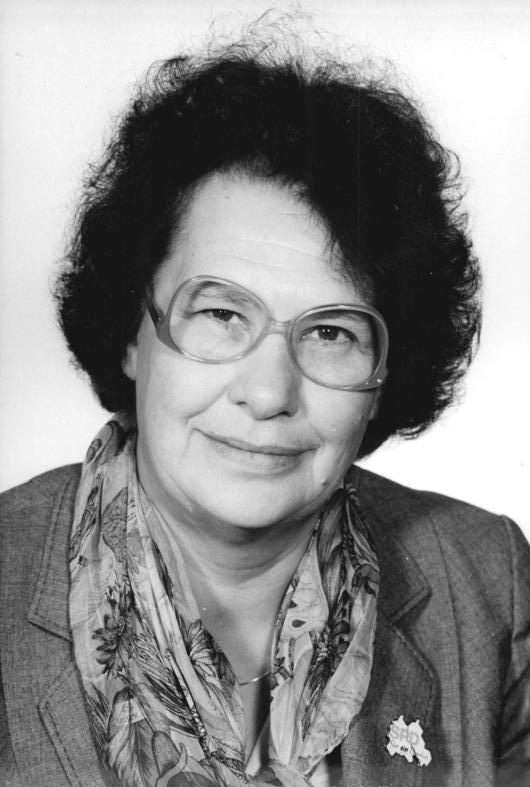
Luise Morgenstern (1990)

Luise Morgenstern, geborene Arbeit (* 18. Juni 1932 in Horumersiel) ist eine ehemalige Abgeordnete der Volkskammer der DDR und des Deutschen Bundestags (SPD).

## Leben und Beruf
Nach ihrer Schulzeit war Luise Morgenstern von 1949 bis Anfang der 1980er-Jahre in der Gastronomie sowie als Lohn- und Mietbuchhalterin tätig; seitdem ist sie Hausfrau. Sie ist verheiratet und Mutter von fünf Kindern.

## Politik
Luise Morgenstern trat im Dezember 1989 der neugegründeten SDP bei. Im März 1990 wurde sie im Wahlkreis Berlin für die SPD in die Volkskammer gewählt. Im Oktober 1990 gehörte sie zu den 144 Abgeordneten, die von der Volkskammer in den Bundestag entsandt wurden. Sie gehörte dem Bundestag bis zum Dezember 1990 an. 